# David Galán
David Galán (Fuengirola, Málaga 29 de marzo de 1985) es un torero español.

## Biografía
Creció en un ambiente taurino, siendo hijo del torero Antonio José Galán. Su primer becerro lo mató a la temprana edad de doce años en la plaza de toros de Mijas. El 13 de agosto de 2001, regresando a tras actuar en Bayona, el coche en el que viajaba junto a su padre y cuadrilla sufrió un accidente en el que fallecieron su padre y un banderillero. Debutó con picadores en la plaza de toros de Fuengirola el 6 de octubre de 2001 acartelado junto a Enrique Ponce y El Juli con novillos de El Torero. Se presentó en Las Ventas el 3 de abril de 2005.
Tomó la alternativa el 15 de agosto de 2005 en la plaza de toros de Málaga con José Mari Manzanares de padrino y César Rincón de testigo, con toros de Núñez del Cuvillo. En el año 2012 se retiró temporalmente. Regresó en 2014 con Jorge Manrique de apoderado Confirmó alternativa en Las Ventas el 15 de mayo de 2014 en la feria de San Isidro teniendo de padrino a Enrique Ponce y de testigo a Sebastián Castella, con toros de Victoriano del Río. En 2015 regresó a La Malagueta a los diez años de su alternativa Su empeño en continuar su carrera como torero le ha llevado a torear en Perú, donde su padre fue muy querido por los aficionados, y en plazas fuera de las grandes ferias españolas. En 2022 conmemoró los 60 años de la plaza de toros de Fuengirola en una corrida con toreros locales como Fernando Cámara y Francisco José Porras.